# 뤼세실시

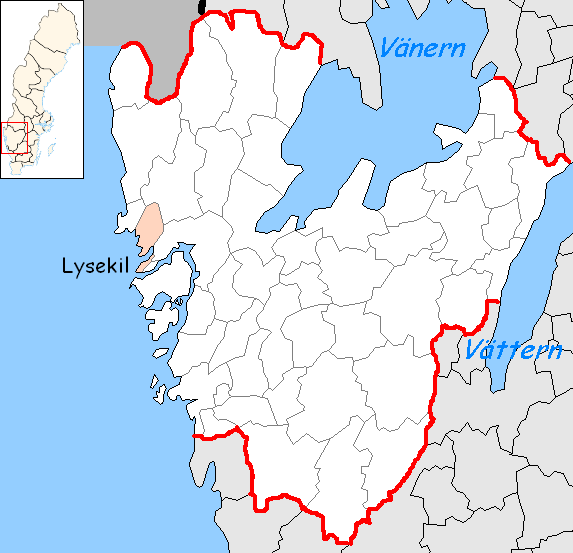
뤼세실 시의 위치

뤼세실시(스웨덴어: Lysekils kommun)는 스웨덴 베스트라예탈란드주에 위치한 지방 자치체로 행정 중심지는 뤼세실이며 면적은 695.41km2, 인구는 14,570명(2016년 12월 31일 기준), 인구 밀도는 21명/km2이다.

시 문장